# Unterseeboot UB-14
Pour les autres navires du même nom, voir Unterseeboot 14.
L'Unterseeboot UB-14 est un sous-marin (U-Boot) allemand de type UB I utilisé par la Kaiserliche Marine pendant la Première Guerre mondiale. Le sous-marin était également connu sous la désignation U-26 dans la marine austro-hongroise.

## Conception
Après l’avancée rapide de l’armée allemande le long de la côte de la mer du Nord au début de la Première Guerre mondiale, la marine impériale allemande s’est retrouvée sans sous-marins appropriés pouvant être utilisés dans les eaux étroites et peu profondes au large des Flandres,. Le projet 34, un effort de conception commencé à la mi-août 1914, a produit la conception du Type UB I : un petit sous-marin qui pouvait être expédié par chemin de fer jusqu’à un port d’opérations et rapidement assemblé. Contrainte par les limites de taille des chemins de fer, la conception de l’UB I prévoyait un bateau d’environ 28 mètres de long et déplaçant environ 125 tonnes, avec deux tubes lance-torpilles. 
L'UB-14 faisait partie du lot initial de sept sous-marins, numérotés UB-9 à UB-15, commandés le 15 octobre à AG Weser de Brême, un peu moins de deux mois après le début de la planification de la classe,.
L'UB-14 mesurait 27,88 mètres de long, 3,15 mètres de large et avait un tirant d'eau de 3,03 mètres. Il était équipé d’un seul moteur Diesel Körting 4 cylindres de 59 ch (44 kW) pour la navigation en surface, et d’un seul moteur électrique Siemens-Schuckert de 119 ch (89 kW) pour la navigation sous-marine, tous deux entraînant un seul arbre d'hélice. Ses vitesses de pointe étaient de 7,45 nœuds (14,80 km/h) en surface et de 6,24 nœuds (11,56 km/h) en immersion. À des vitesses plus modérées, il pouvait naviguer jusqu’à 1500 milles marins (2800 km) en surface avant de devoir se ravitailler, et jusqu’à 45 milles marins (83 km) en immersion avant de recharger ses batteries. Comme tous les bateaux de la classe, l'UB-14 était évalué à une profondeur de plongée de 50 mètres et pouvait s’immerger complètement en 33 secondes.
L'UB-14 avait un déplacement entre 127 et 141 tonnes, selon qu’il était en surface ou immergé. Il transportait deux torpilles de 450 mm pour ses deux tubes lance-torpilles d’étrave et était également armé d’une mitrailleuse de 8 millimètres montée sur le pont. L’effectif standard de l'UB-14 se composait d’un officier et de treize hommes du rang.

## Carrière
L'UB-14 a été commandé en octobre 1914 et a été mis sur cale au chantier naval AG Weser à Brême le 9 novembre. La plupart des bateaux UB I ont été expédiés par chemin de fer à leur port d’opérations, où ils ont été assemblés, mis à l’eau, testés et mis en service. Les informations sur l'UB-14 suggèrent qu’il n’a peut-être pas suivi ce schéma aussi étroitement que la plupart des autres bateaux. Selon plusieurs sources, l'UB-14 a été lancé le 23 mars 1915 et mis en service le 25 mars 1915 dans la marine impériale allemande sous le nom de UB-14 et sous le commandement de l'Oberleutnant zur See Heino von Heimburg, un officier de 25 ans qui commandait un sous-marin pour la première fois. Ces mêmes sources sont muettes sur l’endroit où se trouvait l'UB-14 à l’époque, mais les informations sur l’expédition ultérieure de l'UB-14 et son arrivée en Méditerranée suggèrent que son lancement initial et sa mise en service ont pu avoir lieu en Allemagne.
L'UB-14 a été expédié en juin 1915 par chemin de fer à Pola, la principale base navale autrichienne, avec une date d’arrivée le 12 juin. Le processus d’expédition d’un bateau UB I impliquait de décomposer le sous-marin en ce qui était essentiellement un kit. Chaque bateau a été découpé en une quinzaine de sections et chargé sur huit wagons plats. Les ingénieurs et techniciens allemands qui accompagnaient les premiers bateaux UB I à Pola travaillaient sous la supervision du Kapitänleutnant Hans Adam, chef du commandement spécial des sous-marins allemands (en allemand : Sonderkommando). En règle générale, le processus d’assemblage d’un UB I prenait environ deux à trois semaines,.
Alors que l'UB-14 se dirige vers l’Autriche-Hongrie, von Heimburg et son équipage allemand sont affectés à l'UB-15 à Pola. Le sous-marin a été temporairement mis en service dans la marine impériale allemande avant d’être transféré à la marine austro-hongroise sous le nom d'U-11. Von Heimburg et son équipage allemand, avec un officier autrichien à bord, acquièrent une expérience précieuse à bord de l'UB-15/U-11, coulant le sous-marin italien Medusa lors de la première patrouille de ce sous-marin. L'UB-15/U-11 est remis à la marine austro-hongroise le 16 juin, et von Heimburg et son équipage sont transférés le 21 juin à l'UB-14, qui est à quelques jours d’être achevé.
Lorsque la Première Guerre mondiale éclata en août 1914, l’Italie refusa de se joindre à ses partenaires de la Triple Alliance – l’Allemagne et l’Autriche-Hongrie – pour déclarer la guerre aux puissances de la Triple-Entente, et choisit de rester neutre. Les pressions exercées par le Royaume-Uni et la France incitent l’Italie à signer le 26 avril 1915 le traité secret de Londres, dans lequel l’Italie promet de quitter la Triple Alliance et de déclarer la guerre à ses anciens alliés dans un délai d’un mois en échange de gains territoriaux après la fin de la guerre. Parce que l’Italie n’a initialement déclaré la guerre qu’à l’Autriche-Hongrie, l’Allemagne et l’Italie n’étaient pas officiellement en guerre. En conséquence, les sous-marins allemands opérant dans l’Adriatique et la Méditerranée se voyaient tous attribuer des numéros autrichiens et battaient pavillon austro-hongrois lorsqu’ils attaquaient des navires italiens. L'UB-14 reçut la désignation d'U-26 et entra dans les registres de la marine austro-hongroise, bien qu’il reste entièrement sous contrôle allemand. Selon l’historien Lawrence Sondhaus, ce double système de numérotation reflétait l’étroite coopération sous-marine entre les deux pays et rend encore difficile la distinction entre les sous-marins des deux marines.
Le 1er juillet, l'UB-14 rejoint la flottille de Pola (en allemand : Deutsche U-Halbflotille Pola) et part peu après pour sa première patrouille. Dans la nuit du 6 au 7 juillet, les croiseurs cuirassés italiens qui venaient d’être déployés à Venise entreprirent une « reconnaissance en force » au large de Pola dans le but de décourager de futures sorties autrichiennes contre les côtes italiennes,. Lorsque les navires italiens se retirèrent tôt le matin du 7 juillet, l'UB-14 se trouvait à environ 20 milles marins (37 km) au large de Venise. À l’aube, le croiseur cuirassé Amalfi croise la route de l'UB-14 et est torpillé. L'Amalfi a rapidement commencé à prendre de la gîte sur bâbord et a coulé en 30 minutes avec la perte de 67 hommes. Avec un déplacement de 10118 tonnes, l'Amalfi était l’un des plus gros navires coulés par des sous-marins allemands pendant la guerre. L’UB-14 s’est échappé de la zone sans dommage.
Enver Pacha et d’autres dirigeants turcs avaient supplié leurs alliés allemands et autrichiens d’envoyer des sous-marins dans les Dardanelles pour aider à attaquer les flottes britannique et française qui pilonnaient les positions turques. Dans le cadre de la riposte allemande, l'UB-14 reçut l’ordre de se rendre à Constantinople (aujourd’hui Istanbul) pour rejoindre l'U-21, ses navires jumeaux UB-7 et UB-8, et les bateaux de type UC I UC-14 et UC-15 de la flottille de Constantinople (en allemand : U-Boote der Mittelmeer-Division in Konstantinopel). Comme son escale de ravitaillement intermédiaire à Bodrum était au-delà de son autonomie limitée, l'UB-14 quitta Pola le 15 juillet 1915 à la remorque d’un destroyer autrichien. Le moteur et le gyrocompas de l'UB-14 sont tombés en panne au large de la Crète, laissant le bateau désemparé en mer pendant un certain temps, mais des réparations temporaires par l’équipage ont permis au bateau de rejoindre Bodrum le 24 juillet. Une équipe de réparation a été dépêchée sur place depuis Constantinople, devant voyager en train et à dos de chameau pour atteindre l'UB-14. Le navire fut prêt à reprendre son voyage le 13 août.
Peu de temps après avoir quitté Bodrum, l'UB-14 venait de quitter l’île grecque de Kos et se trouvait au large de l’île voisine de Kandelioússa lorsque von Heimburg a aperçu plusieurs victimes potentielles. Le premier navire vu était le navire-hôpital britannique HMHS Sudan, qui se dirigeait vers Alexandrie depuis les Dardanelles. Von Heimburg, ayant correctement identifié le navire-hôpital, laissa passer le Sudan sans qu'il soit inquiété. Le navire suivant n’a cependant pas eu cette chance. Il s’agissait du HMT Royal Edward, un paquebot canadien sans escorte. Le Royal Edward se dirigeait dans la direction opposée à celle du Sudan : d’Alexandrie aux Dardanelles avec des renforts pour le 29e régiment d'infanterie britannique et un petit groupe du Royal Army Medical Corps, tous destinés à Gallipoli. Von Heimburg lança l’une de ses deux torpilles à environ 2 km de distance et toucha le Royal Edward à l’arrière. Le navire a coulé par la poupe en six minutes, avec de nombreuses pertes en vies humaines. Le Sudan et plusieurs autres navires ont pu sauver près de 700 hommes, mais plus de 900 sont morts. Le Royal Edward, avec 11117 tonneaux de jauge brute (TJB), est également l’un des plus gros navires touchés par des sous-marins allemands pendant la guerre. Alors qu’il échappait aux navires de sauvetage, qui comprenaient deux destroyers français, le compas de l'UB-14 tomba à nouveau en panne, le forçant à un retour à Bodrum le matin du 15.
Après la fin des réparations effectuées à Bodrum, l'UB-14 continua sa route avec un passager, le prince Heinrich XXXVII Reuss de Köstritz (de la Reuss Junior Line) qui avait besoin d’un passage vers Constantinople. Au cours du voyage vers le nord, l'UB-14 rencontra un autre navire de transport de troupes entièrement chargé près de l’île d’Ágios Efstrátios, à environ 30 milles marins de Lemnos. À 9 h 51 le 2 septembre, von Heimburg lance une seule torpille sur le navire de transport de troupes britannique HMT Southland, qui transporte principalement des troupes australiennes en direction de Gallipoli,. La torpille a touché sur tribord l’étrave du paquebot, qui a immédiatement commencé à prendre de la gîte de ce côté. Alors que les hommes montaient à bord des canots de sauvetage pour abandonner le navire, une autre torpille a manqué de peu le navire en détresse. Le transport d'hydravions britannique HMS Ben-my-Chree s’est précipité sur les lieux de l’attaque et a sauvé près de 700 hommes. Le navire-hôpital HMHS Neuralia était également sur les lieux et a secouru un nombre important d’entre eux. Un groupe d’environ 40 volontaires est resté à bord du Southland pour aider l’équipage, et avec l’aide du Ben-my-Chree qui l’a pris en remorque, a pu échouer le navire à Lemnos. Au total, moins de 40 hommes sont morts dans l’attaque. Parmi les survivants du Southland se trouvait James Martin, qui, à sa mort, moins de deux mois plus tard, devint le plus jeune Australien connu à être mort pendant la guerre. Le navire avait subi de graves dommages, mais il a ensuite été réparé et remis en service. Comme pour les deux premières cibles de l'UB-14, le Southland a également été le plus gros navire touché par des sous-marins allemands, ce qui donne à von Heimburg et l'UB-14 trois victimes parmi la liste des plus grandes lors de leurs trois premières attaques.
Après l’attaque du Southland, l'UB-14 tombe à nouveau en panne et s’arrête à Çanakkale en attendant des réparations. Sur place, le 4 septembre, on apprit que le sous-marin britannique HMS E7 s’était empêtré dans des filets anti-sous-marins turcs au large de la pointe Nagara. Von Heimburg, le prince Heinrich et le cuisinier de l'UB-14, un homme du nom de Herzig, partirent dans une barque pour observer les tentatives turques de détruire l'E7. Après que plusieurs mines qui faisaient partie du filet aient explosé en vain, von Heimburg et son groupe ont ramé et ont laissé tomber à plusieurs reprises un fil à plomb jusqu’à ce qu’il entre en contact avec le métal. Ensuite, von Heimburg a largué une mine turque avec une mèche raccourcie juste au-dessus de l'E7. Après que la mine larguée à la main ait explosé trop près au goût du capitaine du sous-marin britannique, celui-ci a ordonné que son bateau fasse surface, où l’équipage l’a abandonné et sabordé. Entre les tirs d’obus des batteries côtières turques et les charges de sabordage de l'E7, von Heimburg et ses compagnons s’échappent de justesse. Alors que la plupart des sources attribuent le naufrage de l'E7 aux efforts turcs, l’auteur Robert Stern soutient que von Heimburg et l'UB-14 méritent un crédit partiel pour la destruction de l'E7.
Une fois les réparations de l'UB-14 terminées, il continua sa route vers Constantinople et, de là, commença le 3 octobre une patrouille dans la mer Noire. Au cours de cette patrouille, von Heimburg torpille le 7 octobre le vapeur russe Katja, de 474 tonneaux de jauge brute, à environ 15 milles marins au nord-ouest de Sébastopol, et le 8 octobre l'Apscheron, un vapeur belge exproprié par la marine impériale russe, à 24 milles marins au sud du cap Chersonèse. Après son retour à Constantinople le 19 octobre, l'UB-14 est prêt pour une autre patrouille dans la mer Noire. Juste avant son départ prévu, cependant, la destination du sous-marin fut changée de la mer Noire à la mer de Marmara et von Heimburg et l'UB-14 se dirigèrent vers le sud le 5 novembre. Alors que l'UB-14 était au port le 30 novembre, les forces turques avaient capturé le sous-marin français Turquoise avant que le sous-marin ou les documents confidentiels à bord ne puissent être détruits. Lorsque le Turquoise a été capturé, son commandant n’avait signalé sa situation difficile à personne, de sorte qu’un rendez-vous prévu avec le sous-marin britannique HMS E20 – pour autant que quiconque autre que le Turquoise ou les Allemands et les Turcs le sachent – était toujours en cours. L'UB-14 avait été envoyé pour honorer le rendez-vous, allant jusqu’à envoyer des messages radio en utilisant le dernier code britannique. À son arrivée à l’endroit désigné, l'UB-14 a fait surface et a tiré une torpille sur l'E20 à une distance de 500 mètres. Ce n’est que lorsque l’équipage de l'E20 a vu la torpille qu’ils ont réalisé que quelque chose n’allait pas, mais il était trop tard pour éviter le projectile. La torpille a frappé le kiosque de l'E20 et a coulé le sous-marin avec la perte de 21 hommes,. L'UB-14 a secouru neuf hommes, dont le capitaine de l'E20 qui, selon les rapports, se brossait les dents au moment de l’attaque.
En décembre, von Heimburg est remplacé en tant que commandant de l'UB-14 par le Kapitänleutnant Albrecht von Dewitz, mais au début de février 1916, von Heimburg reprend le commandement. Les activités de l'UB-14 entre novembre et mai ne sont pas rapportées dans les sources, mais Paul Halpern rapporte que l'UB-14 a patrouillé dans la mer Noire au large de Trébizonde de fin mai à début juin, retournant à Constantinople sans succès
Le 17 juin, von Heimburg est rappelé en Allemagne pour commander l'UC-22 qui sera bientôt mis en service, et il est remplacé sur l'UB-14 par le Kapitänleutnant Kurt Schwarz, qui commandait un sous-marin pour la première fois. Peu de temps après que Schwarz ait pris le commandement, l'UB-14 était en mer Noire pour soutenir une sortie en juillet du croiseur de bataille allemand SMS Goeben et du croiseur léger SMS Breslau dans l’est de la mer Noire. Parce que la flotte russe, dont le quartier général était à Sébastopol, pourrait avoir l’occasion de couper les navires de guerre allemands de leur base lors de la mission, l'UB-14 a été envoyé en couverture au large de Sébastopol. Lorsque la flotte russe fit une sortie, Schwarz tenta de torpiller l'Imperatritsa Mariya, mais fut aperçu et repoussé par l’écran de destroyers du cuirassé russe.
Après que la Roumanie ait rejoint la guerre aux côtés de la Triple-Entente en août et ait été rapidement envahie par les puissances centrales, les efforts russes en mer Noire dans la seconde moitié de 1916 se sont concentrés à l’ouest. Parce que les sous-marins allemands n’ont jamais vraiment accompli grand-chose en mer Noire, la reprise de la guerre sous-marine sans restriction en février 1917 a conduit les Allemands à abandonner temporairement la mer Noire au profit de la Méditerranée, plus riche en cibles. Les allées et venues et les activités de l'UB-14 au cours de la seconde moitié de 1916 et des premiers mois de 1917 ne sont pas rapportées dans les sources.
Le 28 mai 1917, l'Oberleutnant zur See Ernst Ulrich remplaça Schwarz et, peu de temps après, l'UB-14 effectua la première patrouille allemande de l’année en mer Noire. Le 5 juin, l'UB-14 coule le voilier russe Karasunda de 155 tonneaux de jauge brute au nord de Poti. Le Karasunda est le dernier navire crédité à l'UB-14.  À part pour noter que l'Oberleutnant zur See Bodo Elleke succéda à Ulrich en mars 1918, il n’y a aucune mention dans les sources des activités de l'UB-14 entre juin 1917 et novembre 1918.
Après la signature par la République socialiste fédérative soviétique de Russie du traité de Brest-Litovsk avec les puissances centrales le 3 mars 1918, les forces des puissances centrales ont encerclé puis pris le port de Sébastopol. L'UB-14 était à Sébastopol après la signature par l’Allemagne du traité d’armistice qui mit fin à tous les combats le 11 novembre. L'UB-14 et les trois autres bateaux survivants de la flottille de Constantinople sont désarmés le 25 novembre. L'UB-14 a été sabordé dans la mer Noire au large de Sébastopol dans les premiers mois de 1919.

## Affectations
- Flottille de Pola : du 1er au 24 juillet 1915
- Flottille de Constantinople : du 24 juillet 1915 au 11 novembre 1918

## Commandants
- Oberleutnant zur See Oblt. Heino von Heimburg : du 25 mars au 4 décembre 1915
- Oblt. Albrecht von Dewitz : du 5 décembre 1915 au 27 janvier 1916 et du 30 janvier au 5 février 1916
- Oblt. Heino von Heimburg : du 6 février au 16 juin 1916
- Oblt. Kurt Schwarz : du 17 juin au 19 novembre 1916
- Oblt. Ernst Ulrich : du 28 mai 1917 au 15 mars 1918
- Oblt. Bodo Elleke : du 16 mars au 26 novembre 1918

## Navires coulés[28]
| Date             | Nom             | Nationalité      | Tonnage | Destin    |
| ---------------- | --------------- | ---------------- | ------- | --------- |
| 7 juillet 1915   | Amalfi          | Royaume d'Italie | 10118   | Coulé     |
| 13 août 1915     | SS Royal Edward | Canada           | 11117   | Coulé     |
| 2 septembre 1915 | HMT Southland   | Royal Navy       | 11899   | Endommagé |
| 7 octobre 1915   | Katja           | Empire russe     | 474     | Coulé     |
| 8 octobre 1915   | Apscheron       | Empire russe     | 1864    | Coulé     |
| 6 novembre 1915  | HMS E20         | Royal Navy       | 725     | Coulé     |
| 5 juin 1917      | Karasunda       | Empire russe     | 155     | Coulé     |